# Guerman Sveixnikov
Guerman Sveixnikov   (Nijni Nóvgorod, 11 de maig de 1937 - Nijni Nóvgorod, 9 de juny de 2003) fou un tirador d'esgrima rus, especialista en floret, que va competir sota bandera de la Unió Soviètica durant les dècades de 1950 i 1960.
El 1960 va prendre part en els Jocs Olímpics d'Estiu de Roma, on va guanyar la medalla d'or en la prova de floret per equips del programa d'esgrima. Quatre anys més tard, als Jocs de Tòquio, va disputar dues proves del programa d'esgrima. En la prova de floret per equips guanyà la medalla d'or, mentre en la de floret individual quedà eliminat en sèries. El 1968, a Ciutat de Mèxic, va disputar els seus tercers, i darrers, Jocs Olímpics, on guanyà la medalla de plata en la prova de floret per equips. En la prova del floret individual fou setè.
En el seu palmarès també destaquen dotze medalles al Campionat del Món d'esgrima, nou d'or, dues de plata i una de bronze, entre les edicions de 1958 i 1969. També guanyà les Copes d'Europa entre 1965 i 1968 i el campionat soviètic de 1958, 1962, 1966, 1967 i 1969.
Una vegada retirat fou entrenador de la selecció soviètica als Jocs Olímpics de 1972. Posteriorment va treballar com a entrenador a Hongria (1985-1994) i Egipte (1994-2000).